# Hagelkreuzstraße 25 (Mönchengladbach)

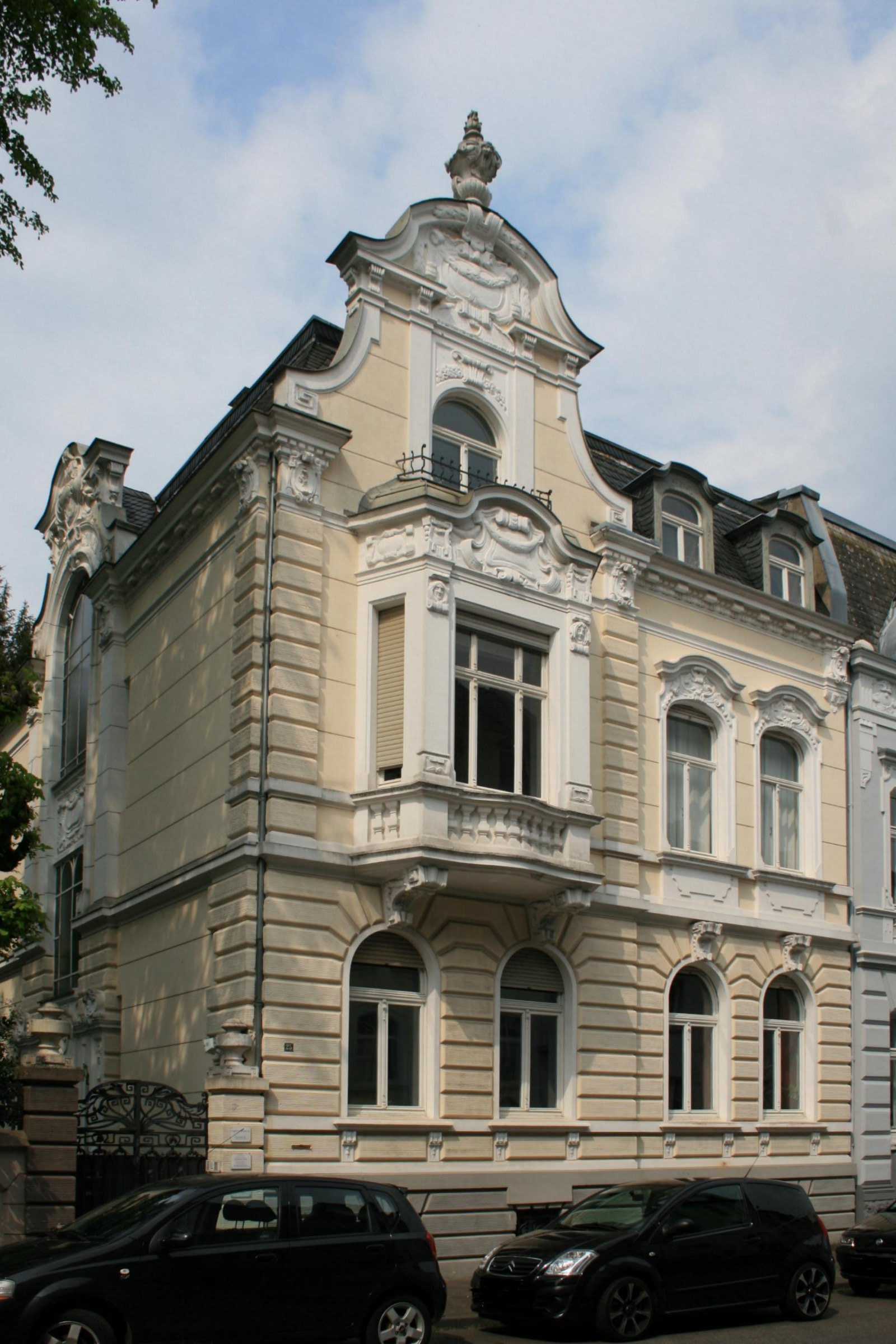
Stadtvilla (2010)

Die Stadtvilla Hagelkreuzstraße 25 steht in Mönchengladbach (Nordrhein-Westfalen).
Das Gebäude wurde 1904 erbaut. Es wurde unter Nr. H 088 am 6. Dezember 1994 in die Denkmalliste der Stadt Mönchengladbach eingetragen.

## Lage
Die Hagelkreuzstraße liegt im nördlichen Stadterweiterungsgebiet zwischen dem Neuen Wasserturm und dem Bunten Garten.

## Architektur
Es handelt sich um eine zweieinhalbgeschossige Halbvilla auf längsrechteckigem Grundriss. Horizontale Gliederung durch verkröpftes Stockwerkgesims, Traufgesims und Rustikaimitation im Erdgeschoss. Asymmetrische Fassadengestaltung unter Akzentuierung der linken Fassadenhälfte mittels Erker und Giebel; der rechte Fassadenabschnitt (Obergeschoss) wird betont durch seitlich einfassende Pilasterstellungen. Rhythmisierte Fenstergliederungen bei differenzierten Ausführungen:die vier Fenster des Erdgeschosses sind gleichförmig rundbogig mit als Konsole (links den Balkon tragend) ausgebildetem Schlussstein und konsolgestützten Sohlbänken; die beiden rechten Fenster des Obergeschosses schließen mit Stichbogen und geschweifter Gebälkverdachung ab.
Die drei Erkeröffnungen sind als Hochrechteckfenster mit waagerechtem Abschluss ausgeführt, die des Giebelfeldes als Rundbogenfenster. Der Hauseingang befindet sich auf der dem Garten zugewandten Seitenfront. Die dem Halbvillentyp entsprechende Gleichrangigkeit der Seitenfassade wird hier unterstrichen durch eine architektonisch aufwändige Mittelakzentuierung bei ansonsten axialsymmetrischer Gliederung. Als Erschließungsachse ein risalitartiger Wandvorsprung mit einem reich dekorierten Schweifgiebel und geschossübergreifender Rahmenblende, die das buntverglaste Treppenhausfenster einfasst.
Den gesimsverdachten Hauseingang schmücken beidseitig hochrechteckige Dekorfelder mit je einem Maskaron und Volutenschmuck; oberhalb der Tür eine maskenbesetzte Kartusche. In beiden Geschossen jeweils zwei unmittelbar an den Wandvorsprung angrenzende hochrechteckige Fensterschlitze; im Erdgeschoss zusätzlich zwei den Eingang flankierende Öffnungen mit Karniesbogen.
Die Fläche des modifizierten Mansarddaches durchbrechen zur Straßenseite zwei Gauben mit geschweiftem Giebel. Die verhältnismäßig reiche Stuckornamentik zitiert in eklektizischer Verwendung Formen des Barock, der Deutschen Renaissance und an der Eingangsfront die des Jugendstils. Die pfeilergegliederte Einfriedungsmauer mit schmiedeeisernen Ziergittern und bekrönenden Akroterien sowie einem zweiflügeligen, schmiedeeisernen Eingangstor gehört zum Originalbestand und ist in die denkmalwerte Substanz einzubeziehen.